# Henry Mancini
Henry Mancini, nome d'arte di Enrico Nicola Mancini (Cleveland, 16 aprile 1924 – Beverly Hills, 14 giugno 1994), è stato un compositore, direttore d'orchestra e arrangiatore statunitense di origine italiana.
Considerato uno dei più popolari compositori del XX secolo, Mancini deve la sua notorietà principalmente alle sue composizione di musica da film. Tra i brani di Mancini utilizzati come colonne sonore vi sono Moon River in Colazione da Tiffany, il The Pink Panther Theme utilizzato nel film La Pantera Rosa, e Baby Elephant Walk nel film Hatari!.
I brani composti da Mancini furono incisi da numerosi artisti di fama tra i quali Frank Sinatra, Louis Armstrong, Pat Boone e molti altri.

## Biografia
Henry Mancini nacque a Cleveland, in Ohio, il 16 aprile del 1924. Figlio di immigrati italiani, il padre, Quintiliano "Quinto" Mancini, era di Scanno (in provincia dell'Aquila), la madre, Anna Pece, era di Forlì del Sannio (in provincia di Isernia). Poco dopo la nascita, si trasferì con la famiglia in Pennsylvania. Si avvicinò alla musica a otto anni, grazie al padre, un lavoratore dell'industria siderurgica con la passione per il flauto che scelse per il piccolo Henry l'ottavino come primo strumento. A dodici anni iniziò a studiare pianoforte, per proseguire con la composizione sotto la guida di Mario Castelnuovo-Tedesco.
Nel 1942, terminate le scuole superiori, si trasferì a New York per frequentare la scuola musicale Juilliard School. La seconda guerra mondiale gli impedì però di completare gli studi: fu chiamato sotto le armi, e fino al 1945 servì in due distinte bande musicali dell'Esercito USA.
Finita la guerra fu chiamato come pianista e arrangiatore nell'orchestra di Glenn Miller, in via di riorganizzazione dopo la prematura scomparsa del grande musicista, avvenuta durante il conflitto. Si innamorò della cantante dell'orchestra, Virginia O'Connor, che sposò nel 1947. Dal loro matrimonio nacquero tre figli.

## Cinema e colonne sonore

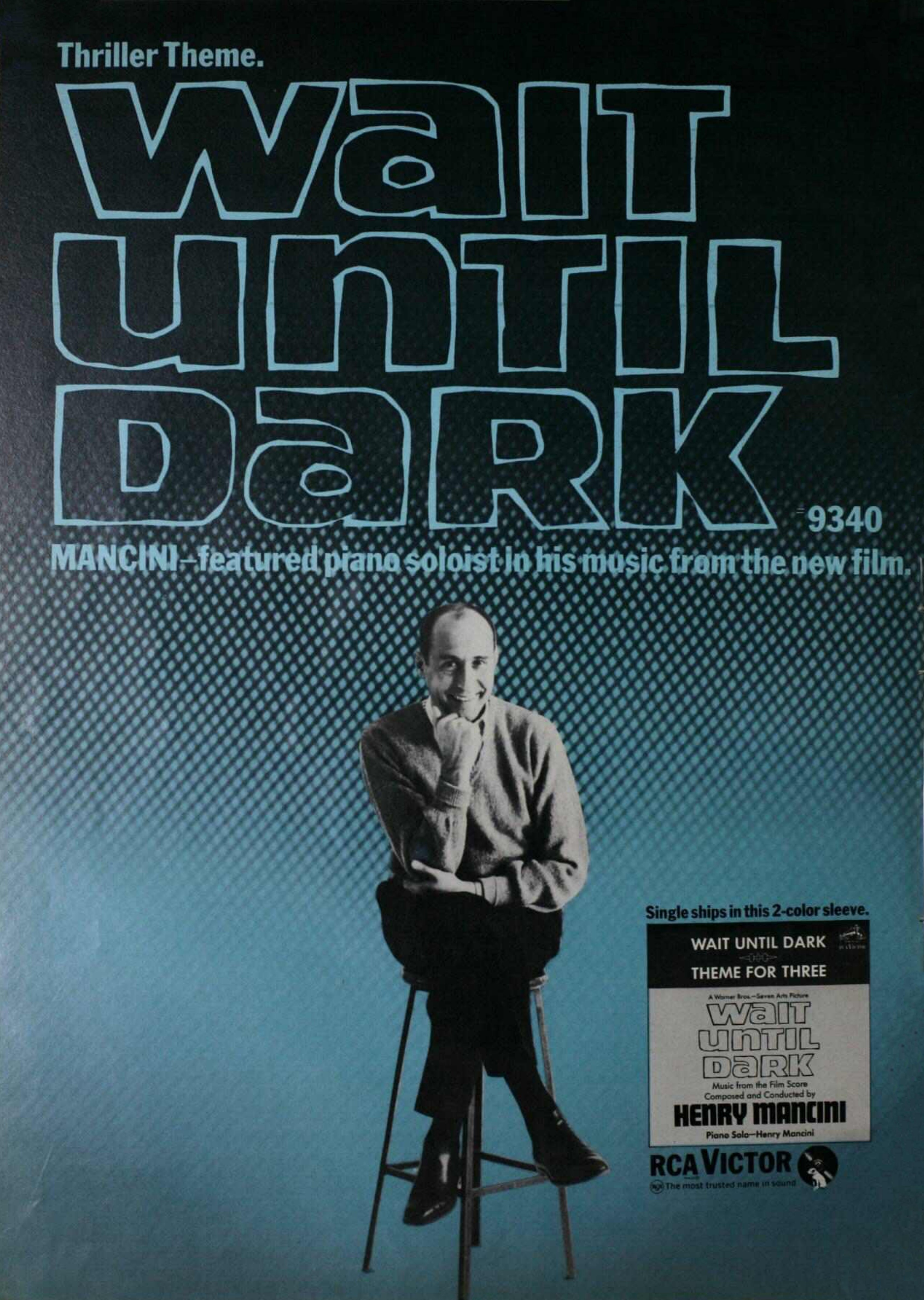
Wait Until Dark, Billboard 1967

L'ingresso di Henry Mancini nel mondo del cinema avvenne nel 1952, quando fu assunto nel dipartimento di musica della Universal Pictures. Il successo arrivò al suo secondo lavoro con la casa produttrice: il film La storia di Glenn Miller (1954), basato sulla vita del grande musicista, valse a Mancini la sua prima candidatura all'Oscar.
I principali successi di Mancini furono legati alla sua lunga e felice collaborazione con il regista Blake Edwards. Il loro primo lavoro insieme fu la serie televisiva Peter Gunn (1958), il cui tema principale, molti anni più tardi, sarà ripreso e inserito nella colonna sonora di The Blues Brothers - I fratelli Blues.
Successivamente Edwards affidò a Mancini la colonna sonora del suo film Colazione da Tiffany (1961): nacque così Moon River, uno dei suoi brani più celebri e amati. Mancini fu premiato con due Oscar. L'anno successivo ottenne un altro Oscar per The Days of Wine and Roses, canzone che dava il titolo all'omonimo film (1962) con Jack Lemmon.
Nel 1964 fu la volta di un altro grande successo internazionale, il tema della Pantera Rosa, composto da Mancini per l'omonimo film di Edwards, e inserito in tutti i successivi episodi della serie e nei cartoni animati della Pantera Rosa.
Mancini curò inoltre la colonna sonora di Peter Gunn: 24 ore per l'assassino (1967), ancora diretto da Blake Edwards e ispirato alla serie televisiva a cui aveva già lavorato in precedenza.
Nel 1969 il singolo Love Theme from Romeo and Juliet raggiunge la prima posizione nella Billboard Hot 100 per due settimane e nel 1971 il brano Whistling Away the Dark della colonna sonora di Operazione Crêpes Suzette ottenne il Golden Globe per la migliore canzone originale.
Sua la colonna sonora del film ufficiale intitolato Ciò che l'occhio non vede (Visions of Eight) dedicato ai XX Giochi Olimpici di Monaco di Baviera 1972 e girato da otto registi, tra cui Miloš Forman, Kon Ichikawa, Claude Lelouch, John Schlesinger, Mai Zetterling.
Mancini venne poi insignito del quarto Oscar per le musiche originali di Victor Victoria (1982), anche questo diretto da Blake Edwards.

Il suo unico musical teatrale è l'adattamento del film che, sempre diretto da Edwards e con Julie Andrews che riprese il suo ruolo cinematografico, debuttò a Broadway nel 1995, poco dopo la morte del compositore.
Altro suo successo da menzionare è la colonna sonora della miniserie TV Uccelli di rovo, in particolare con il brano Meggie's Theme, di grande impatto emotivo.
Non di minore importanza la colonna sonora del film La grande corsa (1965), sempre in collaborazione con Blake Edwards.

## I riconoscimenti

Francobollo americano commemorativo di Henry Mancini

In oltre quarant'anni di carriera nel cinema, Henry Mancini firmò le musiche di oltre cento film e vinse quattro Oscar su 18 candidature, a cui vanno aggiunti 20 Grammy e due Emmy. Pubblicò più di 50 album, con oltre 300 milioni di copie vendute in tutto il mondo, e compose oltre 500 canzoni.
Il 13 aprile 2004 gli Stati Uniti hanno emesso un francobollo commemorativo in suo onore da 37 cents, dove Mancini è ritratto mentre dirige davanti ad una platea di spettatori, con la Pantera Rosa che lo indica da un angolo. Sullo sfondo scorrono i titoli dei film più famosi di cui ha curato le musiche.
Premio Oscar
- 1955 - Candidatura alla Migliore colonna sonora per La storia di Glenn Miller
- 1962 - Candidatura alla Migliore canzone (Bachelor Paradise) per Bachelor Paradise
- 1962 - Migliore canzone (Moon River) per Colazione da Tiffany
- 1962 - Migliore colonna sonora per Colazione da Tiffany
- 1963 - Migliore canzone (Days of Wine and Roses) per I giorni del vino e delle rose
- 1964 - Candidatura alla Migliore canzone (Charade) per Sciarada
- 1965 - Candidatura alla Migliore canzone (Dear Heart) per Tre donne per uno scapolo
- 1965 - Candidatura alla Migliore colonna sonora per La pantera rosa
- 1966 - Candidatura alla Migliore canzone (The Sweetheart Tree) per La grande corsa
- 1971 - Candidatura alla Migliore colonna sonora per I girasoli
- 1971 - Candidatura alla Migliore colonna sonora per Operazione Crepes Suzette
- 1971 - Candidatura alla Migliore canzone (Whistling Away the Dark) per Operazione Crepes Suzette
- 1972 - Candidatura alla Migliore canzone (All His Children) per Sfida senza paura
- 1977 - Candidatura alla Migliore canzone (Come to Me) per La Pantera Rosa sfida l'ispettore Clouseau
- 1980 - Candidatura alla Migliore colonna sonora per 10
- 1980 - Candidatura alla Migliore canzone (It's Easy to Say) per 10
- 1983 - Migliore colonna sonora per Victor Victoria
- 1987 - Candidatura alla Migliore canzone (Life in a Looking Glass) per Così è la vita

## Filmografia
Sono elencati i film dei quali Mancini ha curato le musiche.
- Il capitalista (Has Anybody Seen My Gal), regia di Douglas Sirk (1952)
- Sally e i parenti picchiatelli (Sally and Saint Anne), regia di Rudolph Maté (1952)
- La grande sparatoria (The Raiders), regia di Lesley Selander (1952)
- Gianni e Pinotto al Polo Nord (Lost in Alaska), regia di Jean Yarbrough (1952)
- Girls in the Night, regia di Jack Arnold (1953)
- Seminole, regia di Budd Boetticher (1953)
- Destinazione... Terra! (It Came from Outer Space), regia di Jack Arnold (1953)
- Il tenente dinamite (Column South), regia di Frederick de Cordova (1953)
- Viaggio al pianeta Venere (Abbott and Costello Go to Mars), regia di Charles Lamont (1953)
- Il giustiziere (Law and Order), regia di Nathan Juran (1953)
- La città sommersa (City Beneath the Sea), regia di Budd Boetticher (1953)
- Desiderio di donna (All I Desire), regia di Douglas Sirk (1953)
- La storia di Glenn Miller (The Glenn Miller Story), regia di Anthony Mann (1954)
- La storia di Tom Destry (Destry), regia di George Marshall (1954)
- Il mostro della laguna nera (Creature from the Black Lagoon), regia di Jack Arnold (1954)
- La guerra privata del maggiore Benson (The Private War of Major Benson), regia di Jerry Hopper (1955)
- Il re del jazz (The Benny Goodman Story), regia di Valentine Davies (1955)
- Il tigrotto (The Toy Tiger), regia di Jerry Hopper (1956)
- Il terrore sul mondo (The Creature Walks Among Us), regia di John Sherwood (1956)
- Gli indiavolati (Rock, Pretty Baby), regia di Richard Bartlett (1956)
- Summer Love, regia di Charles F. Haas (1958)
- L'infernale Quinlan (Touch of Evil), regia di Orson Welles (1958)
- Cittadino dannato (Damn Citizen), regia di Robert Gordon (1958)
- The Big Beat, regia di Will Cowan (1958)
- Lo specchio della vita (Imitation of Life), regia di Douglas Sirk (1959)
- Operazione sottoveste (Operation Petticoat), regia di Blake Edwards (1959)
- In due è un'altra cosa (High Time), regia di Blake Edwards (1960)
- Uno scapolo in paradiso (Bachelor in Paradise), regia di Jack Arnold (1961)
- Il grande impostore (The Great Impostor), regia di Robert Mulligan (1961)
- Colazione di Tiffany (Breakfast at Tiffany's), regia di Blake Edwards (1961)
- I giorni del vino e delle rose (Days of Wine and Roses), regia di Blake Edwards (1962)
- Hatari!, regia di Howard Hawks (1962)
- Mister Hobbs va in vacanza (Mr. Hobbs Takes a Vacation), regia di Henry Koster (1962)
- Operazione terrore (Experiment in Terror), regia di Blake Edwards (1962)
- Soldato sotto la pioggia (Soldier in the Rain), regia di Ralph Nelson (1963)
- Sciarada (Charade), regia di Stanley Donen (1963)
- La Pantera Rosa (The Pink Panther), regia di Blake Edwards (1963)
- Tre donne per uno scapolo (Dear Hart), regia di Delbert Mann (1964)
- Uno sparo nel buio (A Shot in the Dark), regia di Blake Edwards (1964)
- Lo sport preferito dall'uomo (Man's Favorite Sport?), regia di Howard Hawks (1964)
- La grande corsa (The Great Race), regia di Blake Edwards (1965)
- Da un momento all'altro (Moment to Moment), regia di Mervyn LeRoy (1965)
- Arabesque, regia di Stanley Donen (1966)
- Papà, ma che cosa hai fatto in guerra? (What Did You Do in the War, Daddy?), regia di Blake Edwards (1966)
- Peter Gunn: 24 ore per l'assassino (Gunn), regia di Blake Edwards (1967)
- Due per la strada (Two for the Road), regia di Stanley Donen (1967)
- Gli occhi della notte (Wait Until Dark), regia di Terence Young (1967)
- Hollywood Party (The Party), regia di Blake Edwards (1968)
- Me, Natalie, regia di Fred Coe (1969)
- Chicago Chicago (Gaily, Gaily), regia di Norman Jewison (1969)
- I girasoli, regia di Vittorio De Sica (1970)
- Sfida senza paura (Sometimes a Great Notion), regia di Paul Newman (1970)
- Il re delle isole (The Hawaiians), regia di Tom Gries (1970)
- Operazione Crêpes Suzette (Darling Lili), regia di Blake Edwards (1970)
- I cospiratori (The Molly Maguires), regia di Martin Ritt (1970)
- L'assassino arriva sempre alle 10 (The Night Visitor), regia di László Benedek (1971)
- Frenzy, regia di Alfred Hitchcock (partitura non utilizzata) (1972)
- I duri di Oklahoma (Oklahoma Crude), regia di Stanley Kramer (1973)
- Il ladro che venne a pranzo (The Thief Who Came to Dinner), regia di Bud Yorkin (1973)
- Ciò che l'occhio non vede (Visions of Eight), regia di Miloš Forman, Claude Lelouch, Yuri Ozerov, Mai Zetterling, Kon Ichikawa, John Schlesinger, Arthur Penn e Michael Pfleghar (1973)
- The Girl from Petrovka, regia di Robert Ellis Miller (1974)
- Attento sicario: Crown è in caccia (99 and 44/100% Dead), regia di John Frankenheimer (1974)
- Alba di ghiaccio (The White Dawn), regia di Philip Kaufman (1974)
- Una volta non basta (Once Is Not Enough), regia di Guy Green (1975)
- La Pantera Rosa colpisce ancora (The Return of the Pink Panther), regia di Blake Edwards (1975)
- Il temerario (The Great Waldo Pepper), regia di George Roy Hill (1975)
- Wagons-lits con omicidi (Silver Streak), regia di Arthur Hiller (1976)
- W.C. Fields and Me, regia di Arthur Hiller (1976)
- La Pantera Rosa sfida l'ispettore Clouseau (The Pink Panther Strikes Again), regia di Blake Edwards (1976)
- Visite a domicilio (House Calls), regia di Howard Zieff (1978)
- Angela, regia di Boris Sagal (1978)
- Qualcuno sta uccidendo i più grandi cuochi d'Europa (Who Is Killing the Great Chefs of Europe?), regia di Ted Kotcheff (1978)
- La vendetta della Pantera Rosa (Revenge of the Pink Panther), regia di Blake Edwards (1978)
- Il prigioniero di Zenda (The Prisoner of Zenda), regia di Richard Quine (1979)
- Le ali della notte (Nightwing), regia di Arthur Hiller (1979)
- 10, regia di Blake Edwards (1979)
- E io mi gioco la bambina (Little Miss Marker), regia di Walter Bernstein (1980)
- In amore si cambia (A Change of Seasons), regia di Richard Lang (1980)
- Back Roads, regia di Martin Ritt (1981)
- S.O.B., regia di Blake Edwards (1981)
- Condorman, regia di Charles Jarrott (1981)
- Mammina cara (Mommie Dearest), regia di Frank Perry (1981)
- Victor Victoria, regia di Blake Edwards (1982)
- Sulle orme della Pantera Rosa (Trail of the Pink Panther), regia di Blake Edwards (1982)
- Pantera Rosa - Il mistero Clouseau (Curse of the Pink Panther), regia di Blake Edwards (1983)
- Second Thoughts, regia di Lawrence Turman (1983)
- Profumo di mare (Better Late Than Never), regia di Bryan Forbes (1983)
- I miei problemi con le donne (The Man Who Loved Women), regia di Blake Edwards (1983)
- Harry & Son, regia di Paul Newman (1984)
- Space Vampires (Lifeforce), regia di Tobe Hooper (1985)
- La storia di Babbo Natale (Santa Claus: the Movie), regia di Jeannot Szwarc (1985)
- Basil l'investigatopo (The Great Mouse Detective), regia di John Musker (1986)
- Un bel pasticcio! (A Fine Mess), regia di Blake Edwards (1986)
- Così è la vita (That's Life!), regia di Blake Edwards (1986)
- Appuntamento al buio (Blind Date), regia di Blake Edwards (1987)
- Lo zoo di vetro (The Glass Menagerie), regia di Paul Newman (1987)
- Senza indizio (Without a Clue), regia di Thom Eberhardt (1988)
- Intrigo a Hollywood (Sunset), regia di Blake Edwards (1988)
- Il corpo del reato (Physical Evidence), regia di Michael Crichton (1989)
- Ritorno dalla morte (Welcome Home), regia di Franklin J. Schaffner (1989)
- Ghost Dad - Papà è un fantasma (Ghost Dad), regia di Sidney Poitier (1990)
- Premonizioni di un delitto (Fear), regia di Rockne S. O'Bannon (1990)
- Nei panni di una bionda (Switch), regia di Blake Edwards (1991)
- Di coppia in coppia (Married to It), regia di Arthur Hiller (1991)
- Tom & Jerry - Il film (Tom and Jerry: The Movie), regia di Phil Roman (1992)
- Il figlio della Pantera Rosa (Son of the Pink Panther), regia di Blake Edwards (1993)

## Balletti
- Coffee House (1959)

## Discografia parziale dei dischi
- The Music from Peter Gunn (1959) - Grammy Award all'album dell'anno, Grammy Award for Best Arrangement 1959 e album più venduto a fine anno nella Billboard 200
- Mr. Lucky / Mr. Lucky (serie televisiva) - ventunesima posizione nella Billboard Hot 100 nel 1960 e Grammy Award for Best Arrangement e Grammy Award for Best Performance by an Orchestra or Instrumentalist with Orchestra 1961
- The Blues and the Beat - Grammy Award for Best Large Jazz Ensemble Album 1961
- Baby Elephant Walk (del 1961 dal film Hatari!) - Grammy Award for Best Instrumental Arrangement 1963
- Breakfast at Tiffany's: Music from the Motion Picture/Colazione da Tiffany (film) - Prima posizione nella Billboard 200, Grammy Award for Best Score Soundtrack for Visual Media e Grammy Award for Best Performance by an Orchestra or Instrumentalist with Orchestra 1962
- Moon River (brano musicale) (1961) - Grammy Hall of Fame Award 1999
- Days of Wine and Roses (dal film I giorni del vino e delle rose del 1962) - 33ª posizione nella classifica Billboard Hot 100 e Grammy Award alla registrazione dell'anno e Grammy Award for Best Instrumental Arrangement Accompanying Vocalist(s) 1964
- Charade / Sciarada (film) - 36ª posizione nella classifica Billboard Hot 100
- The Pink Panther Theme / La Pantera Rosa (film 1963) (singolo) - trentunesima posizione nella classifica Billboard Hot 100 nel 1964, Grammy Award for Best Instrumental Arrangement, Grammy Award for Best Instrumental Composition e Grammy Award for Best Instrumental Performance 1965
- How Soon? (singolo) - decima posizione nel Regno Unito nel 1964
- Love Theme from Romeo and Juliet / Romeo e Giulietta (singolo) - Prima posizione nella classifica Billboard Hot 100 nel 1969 e Grammy Award for Best Instrumental Arrangement 1970
- Theme From Z / Z - L'orgia del potere - Grammy Award for Best Instrumental Arrangement 1971